# Unité urbaine de Fayence
L'unité urbaine de Fayence est une unité urbaine française centrée sur la ville de Fayence département du Var.

## Données globales
En 2020, selon l'Insee, l'unité urbaine de Fayence est composée de trois communes, toutes situées dans l'arrondissement de Draguignan, subdivision administrative du département du Var.

## Délimitation de l'unité urbaine de 2020
Liste des communes appartenant à l'unité urbaine de Fayence selon la délimitation de 2020 et sa population municipale.
| Nom        | Code Insee | Statut | Superficie (km2) | Population (dernière pop. légale) | Densité (hab./km2) |
| ---------- | ---------- | ------ | ---------------- | --------------------------------- | ------------------ |
| Fayence    | 83055      |        | 27,68            | 6 024 (2022)                      | 218                |
| Seillans   | 83124      |        | 88,66            | 2 852 (2022)                      | 32                 |
| Tourrettes | 83138      |        | 33,99            | 2 920 (2022)                      | 86                 |

## Évolution démographique
L'évolution démographique ci-dessous concerne l'unité urbaine de Fayence délimitée selon le périmètre de 2020.
| 1968  | 1975  | 1982  | 1990  | 1999  | 2009   | 2014   | 2020   | - |
| ----- | ----- | ----- | ----- | ----- | ------ | ------ | ------ | - |
| 3 587 | 4 254 | 5 328 | 6 670 | 8 548 | 10 178 | 11 039 | 11 318 | - |